# Steingrund
Steingrund este o arie protejată (arie specială de conservare — SAC, sit de importanță comunitară — SCI) din Germania întinsă pe o suprafață de 17.450 ha, integral marine.

## Localizare
Centrul sitului Steingrund este situat la coordonatele 54°14′10″N 8°06′42″E / 54.2361°N 8.1117°E.

## Înființare
Situl Steingrund a fost declarat sit de importanță comunitară în septembrie 2004 pentru a proteja 6 specii de animale. Situl a fost protejat și ca arie specială de conservare în ianuarie 2010.

## Biodiversitate
Situată în ecoregiunea atlantică, aria protejată conține 2 habitate naturale: Golfuri mici largi și golfuri puțin adânci, Recifuri.
La baza desemnării sitului se află mai multe specii protejate:
- păsări (3): Rissa tridactyla, chiră de mare (Sterna sandvicensis), Uria aalge aalge
- mamifere (3): Halichoerus grypus, focă obișnuită (Phoca vitulina), marsuin (Phocoena phocoena)